# Wereldkampioenschappen badminton junioren 2004
De 7e editie van de Wereldkampioenschappen badminton junioren werden in 2004 georganiseerd door de Canadese stad Vancouver.

## Individuele wedstrijd

### Medaillewinnaars
| Onderdeel      | 1e plaats                     | 2e plaats                    | 3e plaats                     |
| -------------- | ----------------------------- | ---------------------------- | ----------------------------- |
| Jongens enkel  | Chen Jin                      | Gong Weijie                  | Hwang Jung-Woon               |
| Jongens enkel  | Chen Jin                      | Gong Weijie                  | Lee Cheol Ho                  |
| Meisjes enkel  | Cheng Shao-chieh              | Lu Lan                       | Ha Jung-eun                   |
| Meisjes enkel  | Cheng Shao-chieh              | Lu Lan                       | Wang Lin                      |
| Jongens dubbel | Hoon Thien How Tan Boon Heong | Lee Yong-dae Jung Jong-young | Yoo Yeon-seong Jeon Jun Bum   |
| Jongens dubbel | Hoon Thien How Tan Boon Heong | Lee Yong-dae Jung Jong-young | He Hanbin Shen Ye             |
| Meisjes dubbel | Tian Qing Yu Yang             | Feng Chen Pan Pan            | Greysia Polii Heni Budiman    |
| Meisjes dubbel | Tian Qing Yu Yang             | Feng Chen Pan Pan            | Ha Jung-eun Oh Seul Ki        |
| Gemengd dubbel | He Hanbin Yu Yang             | Muhammad Rizal Greysia Polii | Lee Sheng-Mu Cheng Shao-chieh |
| Gemengd dubbel | He Hanbin Yu Yang             | Muhammad Rizal Greysia Polii | Lee Yong-dae Park So Hee      |

## Team wedstrijd
| Einduitslag: |                |     |           |     |                  |
| Nr.          | Land           | Nr. | Land      | Nr. | Land             |
| Goud         | China          | 9.  | Hong Kong | 17. | Nederland        |
| Zilver       | Zuid-Korea     | 10. | Rusland   | 18. | Canada           |
| Brons        | Indonesië      | 11. | India     | 19. | Tsjechië         |
| 4.           | Chinees Taipei | 12. | Slovenië  | 20. | Verenigde Staten |
| 5.           | Maleisië       | 13. | Zweden    |     |                  |
| 6.           | Engeland       | 14. | Japan     |     |                  |
| 7.           | Denemarken     | 15. | Singapore |     |                  |
| 8.           | Duitsland      | 16. | Peru      |     |                  |

## Medaille klassement
|   | Land           | Goud | Zilver | Brons | Totaal |
| - | -------------- | ---- | ------ | ----- | ------ |
| 1 | China          | 4    | 3      | 2     | 8      |
| 2 | Chinees Taipei | 1    | 0      | 1     | 2      |
| 2 | Maleisië       | 1    | 0      | 1     | 1      |
| 4 | Zuid-Korea     | 0    | 2      | 5     | 7      |
| 5 | Indonesië      | 0    | 1      | 1     | 2      |